# Сернадас, Сегундо
Педро Сернадас (исп. Pedro Cernadas, род. 20 марта 1972, Вьедма, Рио-Негро, Аргентина) — известен как Сегундо Сернадас, является актёром телесериалов, который получил международную известность в Южной Америке и в других частях света. Сернадаса считают кумиром подростков в Аргентине.

## Детство
Его отец Хорхе Сернадас, по профессии инженер-агроном, и мать Мария, социальный работник, развелись в 1980 году. После чего Сегундо с матерью, младшими братом и сестрой, Хуаном и Мартиной, переехал в Сан-Исидро. Ещё будучи подростком, Сернадас стал проявлять интерес к актёрской профессии. Он был убежден, что для шоу-бизнеса будет лучше, если он выберет более артистический псевдоним. Поэтому он выбрал имя Сегундо, в честь своего любимого героя из романа Рикардо Гуиральдеса — Дона Сегундо Сомбра.

## Карьера
Известный аргентинский преподаватель актёрского мастерства Пабло Понсе был для Сегундо первым профессиональным преподавателем. После этого Сернадаса приняли в одну из главных киноакадемий шоу-бизнеса Аргентины, где он был лучшим учеником на курсе.
Сначала Сернадас был задействован, в основном, в театральных постановках, но вскоре академия организовала его телевизионный дебют в сериале «Американские горки: Возвращение» (исп. Montaña rusa, otra vuelta). После этого он получил роль доктора в сериале «Модели 90-60-90» (исп. 90-60-90 modelos).
В 1997 году третья в карьере Сернадаса теленовелла «Богатые и знаменитые» (исп. Ricos y famosos) стала главным международным хитом.
1998 год тоже был удачным: начались съёмки в сериале «Миледи: История продолжается…» (исп. Milady, la historia continúa), который стал сиквелом к аргентинской классической мыльной опере «Миледи». Потом Сернадас собирался переехать в Мексику, чтобы найти там работу, но продюсер Рауль Лекоуна убедил его остаться в родной стране, он предложил Сернадасу главную роль в сериале «Дикий ангел» (исп. Muñeca brava). Эта мыльная опера имела такой успех, что Сернадас даже разъезжал по Аргентине и другим странам, чтобы вновь сыграть своего героя на других съёмочных площадках, в течение двух лет.
В 2000 году он сыграл роль в сериале «Вечные поиски» (исп. Los buscas de siempre). Позже в том же году он играл роль доктора в сериале «Врачи» (исп. Los médicos (de hoy)).
В конце концов, его наняла венесуэльская компания «Iguana Productions», и он сыграл главную роль в сериале «Все о Камиле» (исп. Todo sobre Camila). Во время съёмок этой теленовеллы Сегундо посетил Эквадор, поскольку сопродюсером «Iguana Productions» была «Ecuatorian company».
Но, несмотря на свою работу и роли, которые он играл, Сернадас не становился суперзвездой до 2002 года, пока не прилетел в Перу, чтобы сняться в «Поцелуй меня, дурачок» (исп. Bésame tonto), вместе с актрисой Джанеллой Нейра. Мыльная опера стала хитом во многих странах, таких как Доминиканская Республика, Чили, Панама и др. Именно после этого сериала Сернадас был признан любимчиком девушек и женщин в Аргентине, а также за её пределами.
В 2003 году Сегундо снимается в сериале «Доктор Амор» (исп. Dr. Amor).
К 2004 году «Univision» начала показ сериала «Поцелуй меня, дурачок» в Соединённых Штатах. Сернадас становится первым аргентинским актёром, который получил главную роль в филиппинской мыльной опере: он отправился в Манилу для того, чтобы сняться с Изой Кальзадо в сериале «Я люблю тебя, кем бы ты ни был» (исп. Te amo: Maging sino ka man).
В 2005 году Сегундо возвращается в Аргентину и работает над сериалами «Телохранитель» (исп. Amor en custodia) (2005) и «Говоря о любви» (исп. Se dice amor) (2006).

## Личная жизнь
Сернадас был женат на перуанской актрисе Джанелле Нейра, их свадьба состоялась в апреле 2004 году. В 2009 году родился сын Сальвадор Сернадас Нейра. В 2011 году пара рассталась. Сейчас актёр женат на юристе, дочери экс-посла Аргентины в России Софии Браво. У пары есть две дочери — Изабель Сернадас (род.27.12.2019) и Хасинта Сернадас (род.20.04.2021).

## Фильмография
| Актёр       | Актёр                           | Актёр                        | Актёр                                        | Актёр |
| Год         | Русское название                | Оригинальное название        | Роль                                         |       |
| ----------- | ------------------------------- | ---------------------------- | -------------------------------------------- | ----- |
| 1996        | Американские горки: Возвращение | Montaña rusa, otra vuelta    | Diego                                        |       |
| 1996 — 1997 | Модели 90-60-90                 | 90-60-90 modelos             | Dr. Fabrizio                                 |       |
| 1997 — 1998 | Богатые и знаменитые            | Ricos y famosos              | Агустин Гарсия Мендес                        |       |
| 1997 — 1998 | Миледи: История продолжается…   | Milady, la historia continúa | Leandro López Quintana                       |       |
| 1997 — 1999 | Дикий ангел                     | Muñeca brava                 | Пабло Рапалло                                |       |
| 2000        | Вечные поиски                   | Los buscas de siempre        | Baby                                         |       |
| 2000        | Врачи                           | Los médicos (de hoy)         | Dr. Federico Ezcurra                         |       |
| 2001        | Все о Камиле                    | Todo sobre Camila            | Alejandro Novoa Aldenar                      |       |
| 2002        | Поцелуй меня, дурачок           | Bésame tonto                 | Rómulo Martínez                              |       |
| 2003        | Доктор Амор                     | Dr. Amor                     | Dr. Fernando Díaz Amor                       |       |
| 2004        | Я люблю тебя, кем бы ты ни был  | Te amo: Maging sino ka man   | Fernando                                     |       |
| 2005        | Игра в любовь                   | El patrón de la vered        | Javier                                       |       |
| 2005        | Кто здесь босс?                 | ¿Quién es el jefe?           |                                              |       |
| 2005 — 2006 | Телохранитель                   | Amor en Custodia             |                                              |       |
| 2005 — 2006 | Говоря о любви                  | Se dice amor                 | Rodrigo García Pueyrredón                    |       |
| 2008        | Валентино Аргентинец            | Valentino, el argentino      | Alter Ego                                    |       |
| 2009 — 2010 | Страсть Морены                  | Pasión Morena                | Oscar Salomón                                |       |
| 2009 — 2010 | Красивая неудачница             | Bella calamidades            | Marcelo Machado                              |       |
| 2010 — 2011 | Призрак Элены                   | El fantasma de Elena         | Eduardo Girón                                |       |
| 2011        | Ана Кристина                    | Ana Cristina                 | Gonzalo de Ribera Martinelli/Oscar de Ribera |       |
| 2012        | Eduardo Girón                   | Dulce Amor                   | Lorenzo Amador                               |       |